# Šentjernej

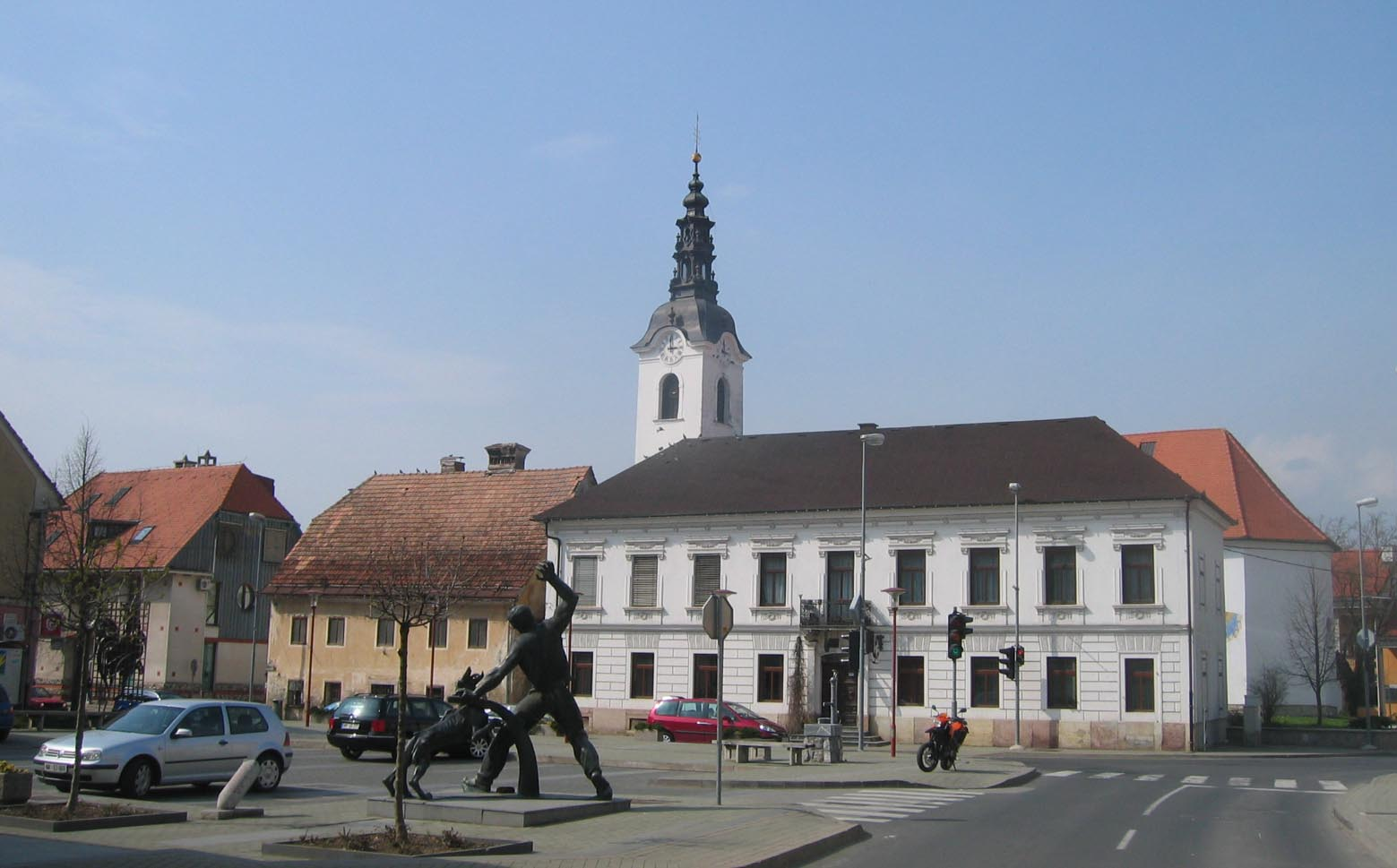
Torget i Šentjernej

Šentjernej är ett samhälle och en kommun belägen i sydöstra Slovenien nära gränsen till Kroatien. Det finns 7 125 invånare i kommunen.